# Halo Records (Verenigde Staten)
Halo Records was een Amerikaans platenlabel uit de jaren vijftig, waarop vooral klassieke muziek en jazz uitkwam. Het was een sublabel van RCA.
Het label was actief van ongeveer 1953 tot 1958. Musici van wie werk op het label verscheen waren onder meer Thumbs Tubby, Slim Gaillard met Dizzy Gillespie, Art Van Damme, Slam Stewart, Herman Chittison en John McCormack.